# الحاخام الأكبر

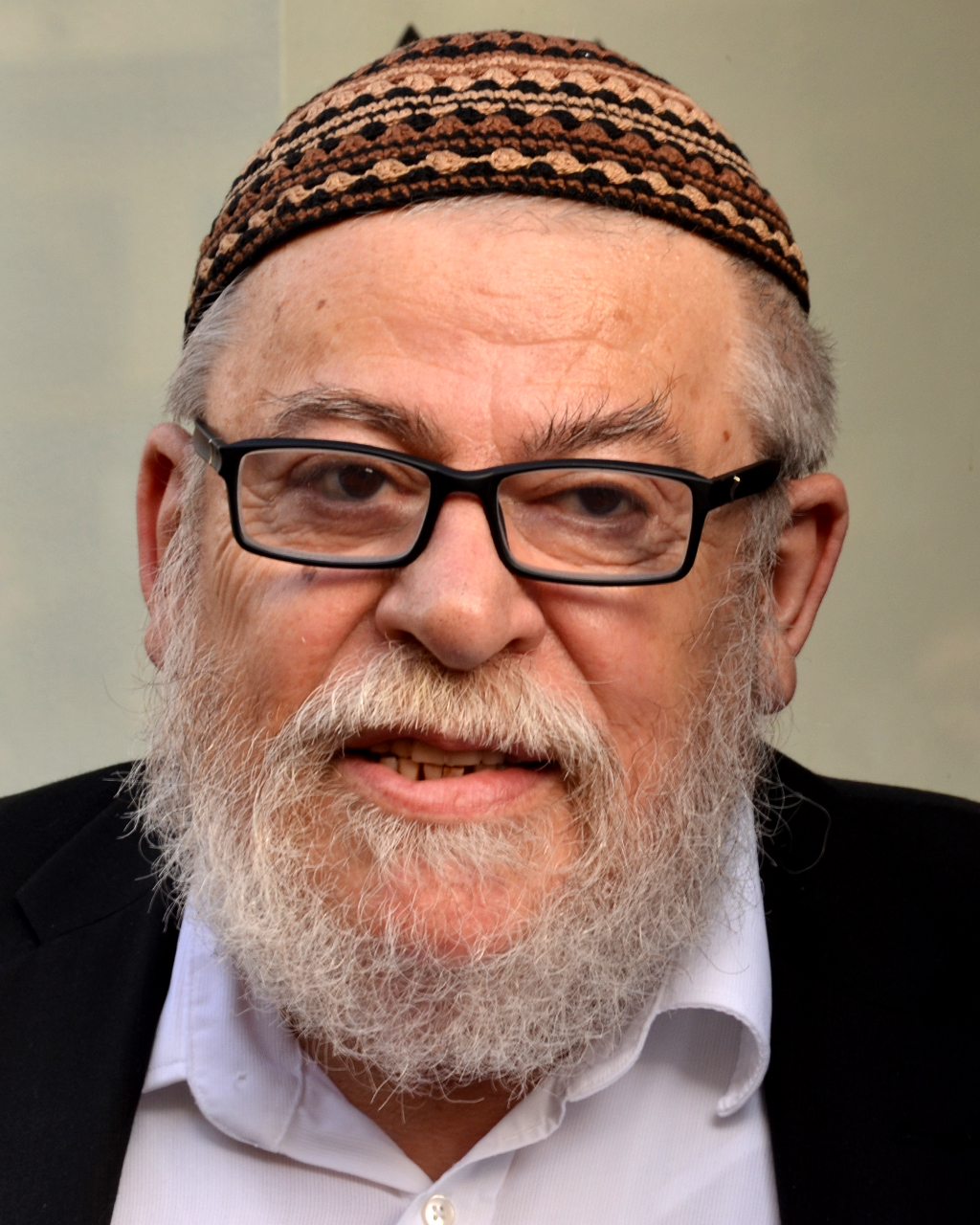

الحاخام الأكبر هو مسمى يطلق في دول عدة لقائد المجتمع اليهودي المعترف به لدولة معينة، أو لحاخام قائد معين من قبل السلطات العلمانية.
المدن التي تحتوي على العديد من المجتمعات اليهودية قد تحوي على قائد خاص بها. مدن أمريكا الشمالية نادراً ما تحوي على اثنين. هنالك استثناء لمدينة  مونتريال حيث يوجد حاخام أكبر لليهود الأشكناز و أخر للسفارديم.